# 日産・マーチ K10
マーチ K10は、日産自動車が1982年（昭和57年）から1992年（平成3年）まで製造していたコンパクトカークラスのハッチバック型乗用車である。

## 開発
開発は東京都杉並区桃井にあった旧プリンス自動車工業の荻窪事業所で行われ、同所で開発された最後の車種となった。開発主管は旧・プリンス自動車出身の伊藤修令が務めた。本車種は当時のゼネラルモーターズが開発を進めていた世界小型車に対する切り札として開発された。
発表資料によれば、開発のコンセプトとしては次のとおりだった。
1. 画期的な低燃費と抜群の扱いやすさ
2. コンパクトなボディに秘めたワンクラス上の室内スペース
3. 新しい1000cc車の概念を作る軽快な走り
4. 個性的でセンスのあるしゃれたスタイル

日産の新型車生産の歴史において特筆すべきこととして、新工場の建設を行い、その村山第3工場＝月産能力2万台（当時）の車体・塗装・組立の各生産工程に当時の世界水準を越える216台の産業用ロボットを導入したこと、また自社系列外への発注を行ったこと、新規取引先を拡大したことが挙げられる。これらの努力によりコストの低減と高品質の確保に成功、従来車と比較してより低い価格を実現した。
後年、伊藤は設計・実験・購買など全ての部署を協力させた石原俊の力は凄かったと述懐している。

## デザイン
基本デザインは世界的に著名なデザイナーであるジョルジェット・ジウジアーロが行い、生産に向けて社内でデザイン調整が行われた。完成したデザイン自体は「NX-018」として、1981年10月に開催された第24回東京モーターショーで参考出品された。このとき出品されたのは輸出仕様であり、5人乗りで2ボックスのハッチバックというパッケージングもすでに確定していた。
エクステリアはウェッジシェイプを基調として凹凸の少ないフラッシュサーフェスが全体をまとめており、ルーフドリップを内蔵したフルドアが個性的ながらも親しみやすいデザインを形作り、スラントノーズや強く傾斜したフロントウィンドウ、テーパーフード、ルーフエンドのダックテール化などにより、空気抵抗係数は0.39に達した。フロントビューはスラントノーズを意識した形状で、横さん基調のラジエーターグリルとそれに合わせた四角い大型ハロゲンヘッドランプを装備し、スポーティな印象に仕立て上げた。リヤビューは大型のリヤコンビネーションランプ回りに丸みを持たせて全体をなめらかな面構成とした。

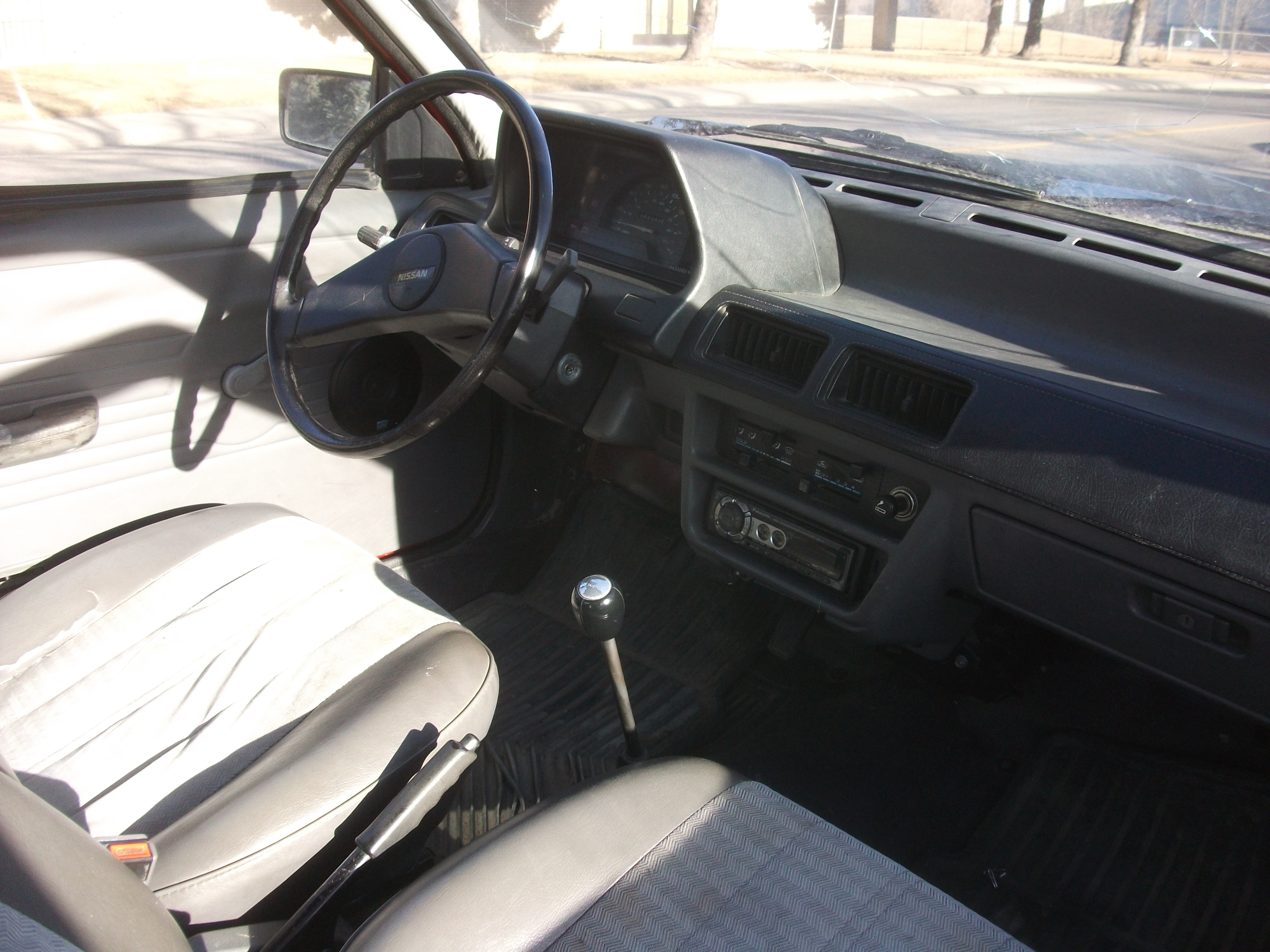
左ハンドル仕様のインテリア

インテリアについて、インストルメントパネルはトレイ型に設計して、室内空間を広く見せるように工夫した。メーターはコンパクトなクラスターの中に、グリーンの透過照明で視認性を向上させた。3ドアのフロントシートは肩口を大胆にカットしたデザインとハイバックシートとなっており、湾曲タイプの軽量バックフレームによって良好な運転姿勢を、スライド量を205 mmとして前席と後席ともに十分なレッグスペースを確保した。5ドアのフロントシートは大型ヘッドレスト付きのローバックシートを採用しており、ホールド性を高めるべくサイドサポート部を盛り上げたバケット風の形状とし、シート地にはダブルラッセルを使用した。

## ボディ
ボディは高張力鋼板をふんだんに使用し、後述するエンジンを採用したことで、廉価グレードに当たるEではクラス最軽量の610 kgを達成した。また、コンパクトなボディに加えて最大屈曲角46.5度のバーフィールド型等速ジョイントや、ラック&ピニオン式ステアリングの採用により、俊敏な操舵性はもちろん、小型乗用車で日本最小の回転半径4.4 mを実現した。ブレーキはフロント側にベンチレーテッドディスク式、リヤ側にリーディングトレーリング式を採用した。
さらにワイドトレッド、ロングホイールベースの恩恵もあって、室内空間を広くとることができた。ルーフまで開く大型のフルドアも開口部を大きくとって、前席はもちろん後席への乗降性を良好なものとした。なお、寸法については次のとおり（単位はミリメートル）。
- 室内寸法 長×幅×高: 1,715 ×1,305×1,145
- トレッド前/後: 1,345/1,330
- フルドア長さ: 1,260
- ドア開口部高さ: 955

## パワートレイン
エンジンは基本的に、MA10S型 987 cc 電子制御キャブレター（ECC）仕様が搭載される。このエンジンはマーチのために新開発されたもので、アルミシリンダーブロック、中空クランクシャフトなどを採用した結果、オートマチック仕様では69 kgの整備重量となり、世界最軽量の小型エンジンとなった。燃料は無鉛レギュラーガソリンで、タンク容量は40 Lである。
トランスミッションは4速MTとニッサンマチック（3速AT）が選択でき、一部のグレードには5速MTが用意された。クラッチ形式はMTに乾燥単版ダイアフラム、ATにトルクコンバーターを採用しており、いずれもフロアシフトとなっている。
ボディ設計や専用タイヤの採用も相まって、5速MT車の10モード燃費は21.0 km/L（運輸省審査値）、60 km/h定地走行燃費は32.5 km/L（運輸省届出値）と当時としては低燃費であった。
日本仕様は型式の先頭に「E-」が付与される（例：E-K10）。これは自動車排出ガス規制の識別記号で、昭和53年排出ガス規制に適合し、乗車定員10人以下の乗用車に与えられるものである。

## マーケティング
コンセプトカー「NX-018」は出展前の10月29日から、長期に渡るプレキャンペーンとして商品名を一般公募し、「マーチ」と命名された。車名の公募はサニー以来16年ぶり、2度目の試みであった。車名が決定したら特別賞として30名に、車両本体がプレゼントされたほか、1等には30名に対して海外旅行チケット、2等には10,000名に新車名入りTシャツをプレゼントするといった、まさに当時の日本が好景気だった影響によるキャンペーンだった。
このキャンペーンは好評で日を追うごとに応募件数の増加ペースが高まり、応募数は海外からの応募も含めて11月末で150万通を突破し、最終的に565万通、国民20人に1人の応募数に及んだ。当初は12月20日で締切となっていたが、その注目度と人気ゆえに延長したほか、新たに香港、マカオ向けの海外旅行チケットが20名分追加された。応募者の傾向としては30歳未満の若者・女性が全体の6割を占めていた。
発売後の人気も凄まじいもので、月間目標は当初10,000台となっていたが、発売から1週間で約4,000台の受注実績となり、10月30日と31日に開催された「マーチ誕生フェア」では10,300台と、わずか10日間で目標達成した。販売初期に行われた受注分析によれば、ユーザー層としては新規ユーザーは34%、増車ユーザーは20%であり、男性ユーザー比率は67%で女性ユーザー比率は33%、うち29歳以下の若者が48%、中でも女性ユーザーは66%となった。これは日産が考えていた発売の狙いどおりで、アンケート調査によればスタイル、室内の広さ、価格を中心に好評価を得ていた。さらに、地方市場での売り上げが大きく、64%となっていた。
イメージタレントには近藤真彦が起用され、キャッチコピーは「マッチのマーチ」「スーパーアイドル」（いずれも前期型）だった。

## ラインアップ
当初のグレードはE（基本性能に徹したベーシックタイプ、ビジネスユースに特化したモデル）・L（基本的車種でファミリーや若者向けのエコノミーな実用車）・S（トリップメーターを標準装備し、機能や装備の充実を図ったモデル）・G（スポーティーなインテリアを採用し、4MT/3AT仕様のほか、更に5MT仕様が設定されたファッショナブルな最上級モデル）の3ドアハッチバック車4種類だけだった。後にグレードの拡充が図られ、キャンバストップ車や5ドアハッチバック車、専用のターボエンジンを搭載した「マーチターボ」やモータースポーツに対応した「マーチR」、そのグランドツーリング版の「マーチスーパーターボ」などの車種も登場した。
主な派生車種は、パイクカーの「Be-1」（BK10型）・「パオ」（PK10型）・「フィガロ」（FK10型）や、レーシングフォーミュラーカーの「ザウルスジュニア」（NSJ-91型）などが挙げられる。パイクカーの人気は高く、特にBe-1は中古車市場にリセールしたほうが本体購入価格より倍近い値段がつくということで「財テクカー」と呼ばれた。

### 車種構成

#### 3ドアハッチバック
- E (4MT)：Easy drive、車の基本性能に徹した車
- L (4/5MT/3AT)：Luxury、マーチの基本的な車種でファミリー・若者向け実用車、1989年1月のマイナーチェンジで廃止。
- S (4MT/3AT)：Sufficient、機能、内装の充実を図り実用性に富んだラグジュアリーカー
- G (4/5MT/3AT)：Grand、スポーティームードの最上級車でマーチのイメージリーダーカー、注文装備でエンジン回転数感応式パワーステアリングを装備、1989年1月のマイナーチェンジで廃止。
- COLLET (4MT/3AT) ：1983年4月に追加。「宝石をのせる指輪の台座」が名前の由来で、ファッショナブルな仕様とした。G仕様をベースに、格子柄に「MARCH」の文字をあしらった高級起毛トリコットのオールクロスシートを採用し、ドアトリムもクロス張りとした。バニティミラー付サンバイザー、リヤアシストグリップ、高級AM/FMマルチラジオ付カセットステレオを採用した。ボディカラーはブラックとシルバーのツートンカラーとレッド設定した[14]。1987年8月のマイナーチェンジでステアリングホイールが変更され、ローバックシートを採用した[15]。
- G-1 (5MT)：G仕様をベースにタコメーターが追加装備されたほか後部がチルト、なおかつ脱着可能な2ウエイ式ガラスサンルーフを設定。電動リモコン式ドアミラー、マッドガード、155SR12スチールラジアルタイヤなどスポーティな装備を採用[16]。1985年2月のマイナーチェンジでターボと同形状のリアスポイラーを装備した。1987年8月のマイナーチェンジで廃止された。
- ターボ (5MT/3AT)：1985年2月のマイナーチェンジで追加。詳細は後述。
- PUMS!：1986年9月に追加。名前は「ひもや留め金のないシンプルな形状の女性用の靴」のことで、ファッションにこだわりのある女性ユーザーをターゲットに据えている。L仕様をベースとしており、特徴は日本で初めてメインシート表地の着替え選択が可能な点である[17]。メインシートカラーはシャーベットトーンの7色で、前/後席ワンセット分と着替え用の前席分が標準装備で、しかもセパレートタイプ、別売でシート表皮の購入が可能。色の組み合わせは117,649通りで、ファスナー固定の上、洗濯可能である。シートカラーバリエーションは、ハーバーブルー、クレープイエロー、ポーラブルー、シェルピンク、コスモグリーン、パンプキンイエロー、ピーコックブルーがあった。
- キャンバストップ (5MT/3AT)：キャンバスはブラックとベージュの2色から選択可能。ワンプッシュでキャンバストップを一斉解放できる[15]。
- i.Z (4MT/3AT)：1988年1月に追加された特別仕様車。L仕様をベースにサイドガードモールとエンジン回転数感応油圧式パワーステアリングなどを特別装備した。カーエアコンは販売会社装着のオプション装備となっている[18]。1990年1月にはシート地をジャージに変更し、シルバーのフルホイールカバーとカセットデッキ+2スピーカー（オプション）を採用した[19]。
- R：1988年8月に追加された、ラリー競技のためのベース車。詳細は後述。
- スーパーターボ：1989年1月のマイナーチェンジで追加されたホットバージョン。詳細は後述。
- i.Z-f (4MT/3AT)：1991年1月に追加。i.Zをベースにカラードバンパー、リヤウィンドウワイパー、ウレタン2本スポークステアリングホイール、マッドガードなどを採用した[20]。

#### 5ドアハッチバック
- FC (4MT/3AT)
- FT (4/5MT/3AT)
- FV (4/5MT/3AT)：マーチシリーズの最上級車種。タコメーター、シートリフターおよび手動（機械）式集中リモコンドアロックなどを標準装備した。ホワイトストライプをプリントした大型ウレタンバンパーとサイドガードモールが特徴的で、シンカーパイルの専用シートおよび部分布張りドアトリムを採用している[21]。
- i.Z (4MT/3AT)：1989年1月のマイナーチェンジで追加。装備内容は3ドアハッチバック版と同じ。
- i.Z-f (4MT/3AT)：1991年1月に追加。装備内容は3ドアハッチバック版と同じ。

### 限定車
- アニバーサリーバージョン（マーチ50スペシャルII）
  - 1983年6月発売。3ドアのG仕様をベースとし、車種記号は9K10GL9(4MT)、K10FL9(5MT)、K10AL9(トルコン付)。特別装備として、フロントグリルに50周年記念エンブレム、50周年記念専用デザインキー、電動リモコン式ドアミラー、ブロンズガラスシールド、専用ボディカラー、アクセント・ピンストライプ、155SR12サイズのラジアルタイヤなどを採用[22]。
- ターボ・ホワイトセレクト仕様
  - 1986年4月発売。車種記号は04ZK10FTEH1、04ZK10FTEH1R、04ZK10FTEH1W、 04ZK10ATEH1、04ZK10ATEH1R、04ZK10ATEH1Wの6型式。特別装備としてボディをホワイトで統一、ブロンズカラーガラスシールド、ホワイトセレクトマーク入りボディステッカーと3本スポークステアリング、フロントバケットシート、専用フルクロス布地（グレーカラー斜めストライプ）、リヤスプリット式ハイバックシートなどを装備[23]。
- ハッチバック3ドアL[要出典]
  - 1987年10月発売。関東地区向け限定車。MA10。車種記号 03ZK10BiP(4MT)/03ZK10ABiP(AT)
- ハッチバック5ドア ディノスバージョン[要出典]
  - 1988年4月発売。車種記号 K10LP2 MA10 AT 5HB・FC・AT
- ハッチバック5ドア1　秋田県限定モデル(トルコン付)[要出典]
  - 1988年8月発売。車種記号 04ZK10LAi P MA10 AT 5HB・FC・AT

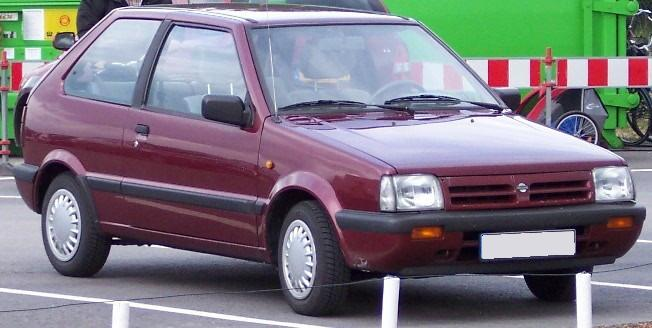
1985年型
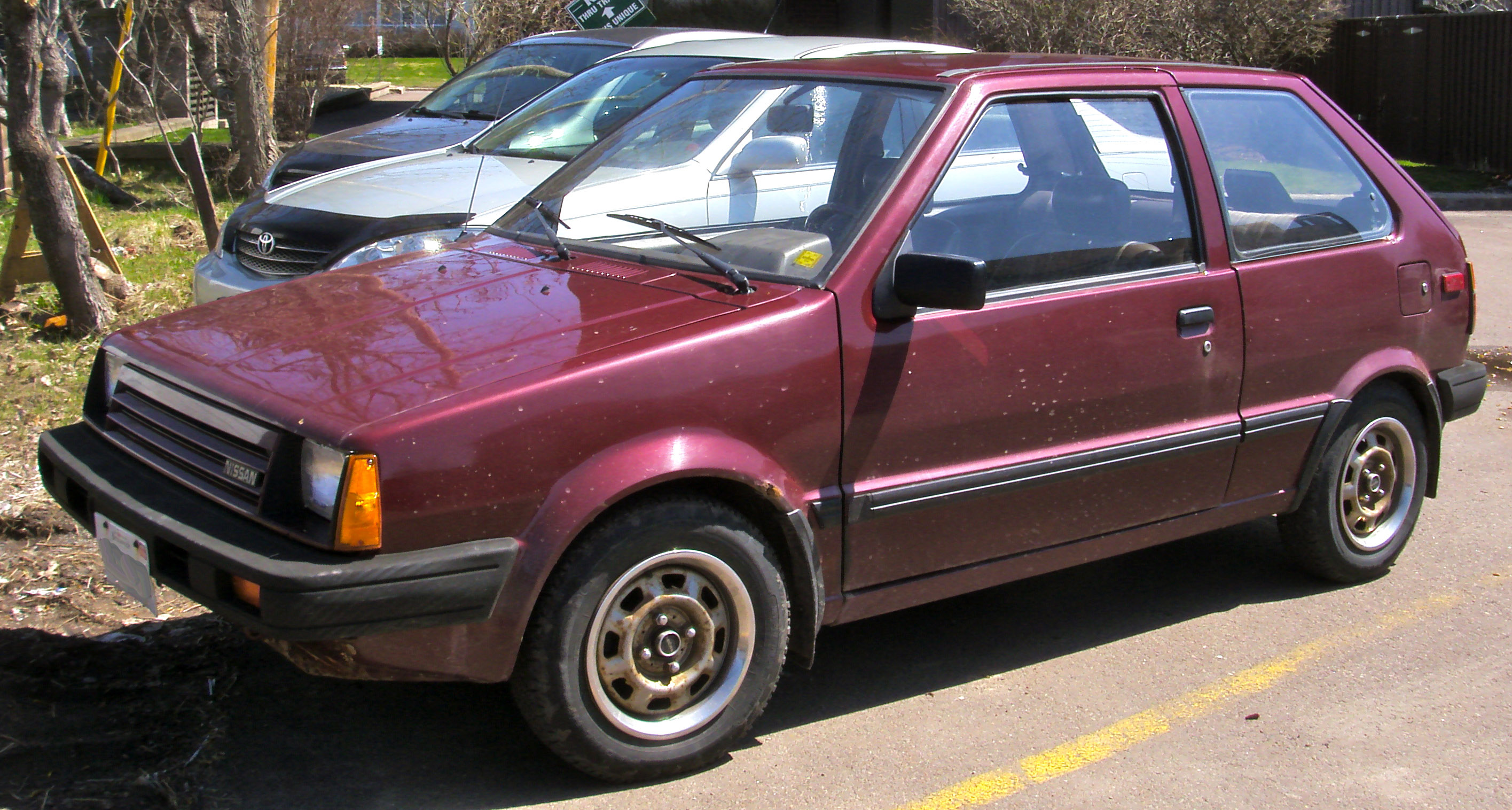
マイクラ（カナダ仕様。対米輸出は無い)
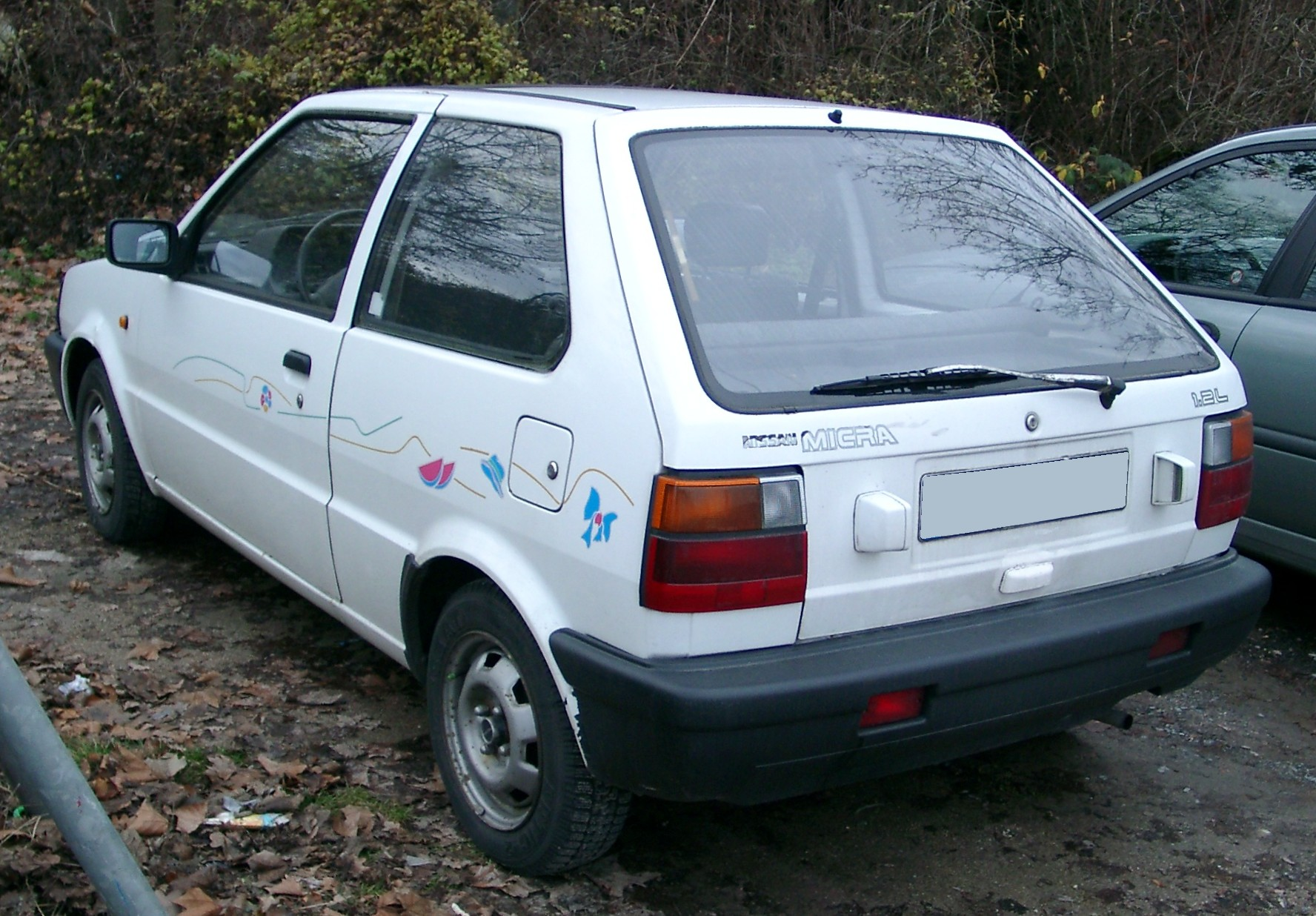
1985年型マイクラ 後面
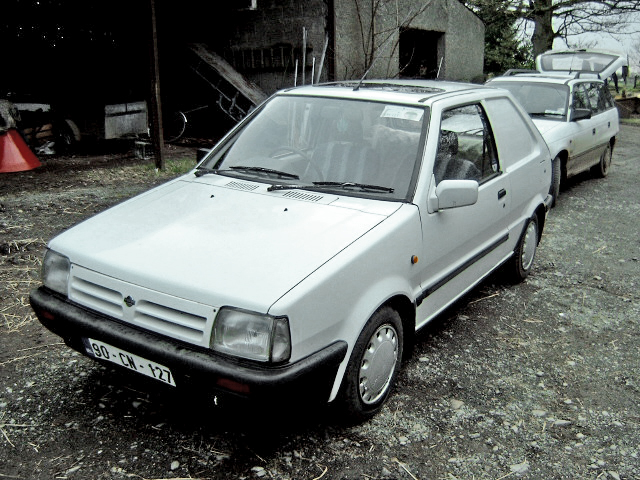
1990年型欧州仕様マイクラバン

## マーチターボ
1985年2月のマイナーチェンジで追加された。3ドアハッチバックのみの設定で、ターボエンジンを搭載した高性能ホットバージョンのひとつである。ターボ仕様は本世代のみであり、2代目マーチ（K11型）以降の後継車にはターボは設定されていない。駆動系はワンランク上のパルサー用を流用したと伊藤は発言している。車種記号はK10GFTI (5速MT)、K10GATI (3速AT)。
キャッチコピーは、"遊iNgターボ"、"I am"、"街の太陽"などがあり、当時のイメージタレント近藤真彦が生き生きと前面に押し出され、ムードを盛り上げていた。マーチターボは発売当時、非常に稀有な車種であった。リッターカーで唯一の4気筒エンジンを搭載していたのに加えて、リッターカー初の高性能ターボチャージャーおよびシーケンシャルインジェクションを採用した。また、他グレードの燃料供給装置が電子制御キャブレター（ECC）に対して、今まで上級車のみの採用であったマイコン制御による、エンジン集中制御システム（ECCS）の採用、新開発の小型ターボチャージャー（日立製MT97ターボ）により、低速域から高速域までパワフルかつシャープな特性となった。新設計のUターン型ロングインテークホールドや、4連サイアミーズシリンダーブロックの採用により、低速トルク向上を図り、ダッシュ力を高めている。それにも関わらず、操縦性はベースとなった自然吸気仕様の美点を犠牲にすることなく、扱いやすくなっていた。燃料消費率は10モードで18.0 km/L (5MT)、14.2 km/L (3AT)、60 km/h定地走行時で28.4 km/L (5MT)、24.1 (3AT)として運輸省に提出された。
この出力に合わせて足回りもファインチューニングしており、リヤサスペンションにはスタビライザーを装着してロールの抑制を図ったほか、スプリングレートやブッシュにも手を加え、フロント側のトレッド幅を5 mm拡大し、タイヤホイールもサイズアップした。この影響か、最小回転半径はわずかに大きくなって4.7 mとなっている。さらにマフラーのデュアルエキゾースト化やメインマフラーなどの構造変更によるサウンドチューニングもされている。外装も専用エアロパーツや、フロントバンパー下に専用丸形ハロゲンフォグランプが採用されていた。
内装も専用メーターフードの採用により、合体ロボ感覚のコクピットを演出していた。向かって左に燃料計、右に水温計を配し、独立シェルに覆われ、メインメーターも、タコメーターがアナログ式、スピードメーターがオレンジのデジタル式としたハイブリッドメーターを採用。専用デザインのステアリング中央には、エンジンの性能曲線グラフを配している。シートも、ハイバックのバケットタイプを採用、ブラックを基調とし、明るめなオレンジのアクセントと新デザインの"TURBO"の文字を織り込んでいる。
1987年8月には、以下のように改良を実施した。
- 新形状デザインのステアリングホイールの採用、シートパターン及び表皮材の変更。
- パワーステアリング装着車の設定（ラインオプション）。装着車に関して、アイドル回転数補正補助の変更と空燃比の最適制御により、EGR装置を廃止。
- ターボのボディはドア下端にターボストライブを採用、またバックドア上端にターボストライプと同デザインのターボロゴステッカーを装着。
- ターボ車フルカラー仕様をオプション設定。ドアミラー、サイドマッドガード、ホイールカバー、リヤスポイラー、リアライセンスランプ、及びフルバンパーのフルカラー化を行い、グレードアップ感アップ、イメージアップを図った。

1989年1月、K10型全体のマイナーチェンジに併せて2回目の改良を行った。車種記号はK10GFTP(5速MT)、K10GATP(3速AT)。カタログのネット値では、76 PSの出力となった。
大まかにはフロントグリルの意匠形状変更、前/後バンパーの形状変更を行った。ターボは、前期型のような派手さは影を潜め、外見上、スーパーターボと同じ、リアスポイラー、デュアルマフラーが付くに留まり、専用チッピングガードの採用、ボディサイドのウレタンモールを廃したのみ、ともすれば、ノーマルグレードとあまり変わらない外見になった。
内装は、K10型マーチのトップガンであるスーパーターボと同じシート、ステアリング、メーターパネル、ドア内張りとなり、スーパーターボ/Rに設定の時計、電圧計、ブースト計の中央別置き三連メーターが取り去られる形になっている。エンジンは、コンパクトで高性能なMA10ET、従来のMA10Sをベースに水冷式ターボチャージャーを装着。燃料装置や点火時期、空燃費などをマイコンでコントロールするECCS(エンジン電子集中制御システム)を採用。燃料噴射システムも各シリンダーが吸入行程に入るのに合わせて順次噴射するシーケンシャルインジェクションを採用し、パワーと経済性を両立させている。
| 専用装備一覧 |
| 主要装備 |
| --- |
| - *大型ハロゲンヘッドランプ - *丸形ハロゲンフォグランプ - *電動リモコン式ドアミラー - *ハイブリッドメーターパネル （液晶デジタル式スピードメーター/アナログ式タコメーター） - *ブースト計 - *小径三本スポークステアリング - *フットレスト - *ガングリップシフトノブ (5MT) - *バケットシート - *ターボ専用デザインフロントグリル - *エアロスポーツバンパー - *サイドマッドガード（サイドステップ） - *リアスポイラー - *デュアルエキゾーストパイプ - *フルホイールカバー - *前輪ベンチレーテッドディスクブレーキ - *リアスタビライザー - *165/70HR12スチールラジアルタイヤ - *AM/FM電子チューナーラジオ一体式カセットデッキ （ドルビー付き）※1989年1月に追加 - *本革巻き3本スポークステアリング※1989年1月に追加 - *パワーステアリング※1989年1月に追加 - *フロントローバックバケットシート - *マッドガード（フロント・リア）※1989年1月に追加 - *165/70R12 77Hラジアルタイヤ※1989年1月に追加 |
| ディーラー/メーカーオプション |
| - *ガラスサンルーフ（メーカーオプション） - *サイドシルプロテクター（メーカーオプション） - *175/60R13 76Hスチールラジアルタイヤ & 13インチアルミロードホイール (タービンイメージと8ビートの音符をデザインしたZ1タイプのシルバー切削仕上げと フィンタイプ、シャンペンゴールドとホワイトカラー2種はメーカーオプション） - *AMラジオ - *AM/FMマルチラジオ付カセットステレオ - *電動リモコンキャンバストップ（ワンタッチ機構付き） （メーカーオプション）※1987年8月に追加 |

### カラーリング
| 1985年2月-1987年8月                   | 1987年8月-1991年12月                             |
| ------------------------------------- | ------------------------------------------------ |
| ホワイト                              | クリスタルホワイト                               |
| レッド                                | ブラックメタリック                               |
| ブラックメタリック                    | ブラックメタリック/ シルバーメタリックツートーン |
| ダークブルー＆ホワイト （特別塗装色） | グレーイッシュグレーメタリック                   |
|                                       | トワイライトブルー                               |
|                                       | シルバーメタリック                               |

1. 1 2  1987年8月-1989年1月
2. ↑  上面ダークブルー、下面ホワイトのツートーン
3. 1 2  1989年1月-1991年12月

1987年モデルでは、内装に専用アクセントストライプが取り入れられていた（外板色がモノトーンの場合とツートーンの場合で、色、形状が異なる）。シートはシンカーパイル・平織となっていたが、8月に平織のみの構成とした。1989年の改良では、内装色はブラックを基調とし、トリコット生地（シート表皮メイン部）を採用した。

## マーチR
Rは、初代マーチの競技車両ベース向けのグレードである。3ドアハッチバック、5速MTのみの設定であった。
主に全日本ラリー選手権など国内ラリーで活躍した。スーパーチャージャーとターボチャージャーのツインチャージャー複合過給機システム、ダブルチャージエンジンシステムを日本初搭載し、専用で超クロースレシオの5速MTを装備していた。
走破性能を大幅に向上させるフロントビスカスカップリングLSDを標準装備。サスペンションはショックアブソーバー、コイルスプリング、ブッシュを強化し、リアのみ専用外径（22 mm）スタビライザーを装備する。ブレーキシステムはそのままだが、フロント側はディスクローターをサイズアップして高性能セミメタリックパッドを採用、4輪のブレーキブースターのサイズアップが施され、制動性能も向上されている。
事後交換を前提としている為に、シート（5ドア車と同型）・タイヤ・ホイールは基本車両となったK10型マーチのベースグレードの安価なパーツが装備されている。内装もセミトリムと簡素だが、時計・電圧計・ブースト計で構成されるSC作動検知LED付き3連メーターを専用装備した。また、補機類装着スペースの関係から、パワーステアリングが省略されている。この軽量化の結果、パワーウェイトレシオは6.72とすぐれた値を実現した。なお、マーチRのデザインは後期型デザインではなく、中期型デザインを生産終了まで継続した。
車両装備によってタイプ1から3までバリエーションが存在した。ノーマル車を除いてタイプ1から3までは、乗車定員が2名であった。
| ラリーパーツ |
| --- |
| - *ニスモ製ロールバー （装着の場合は乗車定員2名） - *ニスモ製大型フォグランプ（ノーマル車を除く） - *ニスモ製マッドガード（フロント・センター・リヤ） （タイプ1・タイプ2に標準装備） - *ニスモ製専用ステアリングホイール （タイプ1・タイプ2に標準装備） - *ニスモ製革巻きシフトノブ（タイプ1、タイプ2に標準装備） - *ニスモ製フルハーネスシートベルト（タイプ1に標準装備） - *専用トリコロール大型カラーリング （タイプ1に標準装備。注、それ以外は車体色が♯531白、バンパーは黒） - *オイルクーラー （ノーマル車はオプション装備、タイプ1, 2まで標準装備） - *オーテックジャパンオプション （注、オイルクーラー装着の場合、エアコン装着不可） |

「ニスモ製品」を含むラリーパーツはオーテックジャパンにて装備した。なお、競技専用車両のため、メーカー保証の内容が異なっており、車両登録は無改造のノーマル車を除いて、当時の改造申請に基づき車両の持ち込みで手続きを行う必要があった。

## マーチスーパーターボ
1988年8月に発売された競技専用車のマーチRをベースに、1989年1月に発売開始された一般向けモデル。3ドアハッチバックのみ設定とし、車種記号は5MTがEK10GFR、3ATがEK10GARである。国際モータースポーツ規約の過給係数（1.7倍）、または国内競技の過給係数（1.4倍）を掛けた際に1,600ccクラス内へ収まるよう、ベースとなった自然吸気モデルのMA10S型エンジン (987cc) に比べて排気量をダウンさせ、930ccとなっている。
「R」と同じMA09ERT型エンジンを搭載し、全日本ラリー選手権でその高性能を実証しているエンジンは、量産車には珍しくターボチャージャーとスーパーチャージャーの2種類の過給機を搭載し、日産は「ダブルチャージ」と呼称していた。日本車ではこの車唯一のシステムで、これにより低回転域ではスーパーチャージャーによる瞬発力を、高回転域では余裕のある最高出力を得ることに成功しており、発進から全域において安定した出力とトルクを発揮するのだが、一方で両機器を積んだことでフロントヘビーの原因ともなっている。機構が複雑であるため、故障の際に修理費が高くつくなどの理由により、販売面では成功したとは言えなかった。そのため次期モデルには設定されず1代限りで廃止となった。マーチRをベースとしているために、5速MT車にはフロントビスカスカップリングLSDを標準で搭載するほか、補機類装着スペースの関係から、パワーステアリングが省略されている。その結果、コントロールが難しくトルクステアはもちろん、コーナーでアクセルオフした際のタックインが強いといった挙動になり、加えてスポーツタイヤと機械式LSDを装備したゆえにハンドリング性能を犠牲にした、じゃじゃ馬ともいえる仕様になってしまった。

### デザインと装備
外観は従来のスポーティイメージのエアロ感覚ではなく、ラリー車の持つコンパクトで力強い新しいスポーティさを表現している。専用フードバルジ、フォグランプを埋め込んだ専用フロントグリル、専用大型樹脂バンパー、サイドマッドガード（サイドシルプロテクター）、ルーフスポイラー、ボディ同色のフルホイールカバーを装備している。さらに冷却のために開かれた、別体構造でボンネットに装着されたインテークダクトが特徴的である。多くのユーザーにとっては、ラジエーターの冷却性能を高めるために左フォグランプを外していることもあった。
MOMO製本皮巻き3本スポークステアリング、別置三連メーター(SC作動検知LED付き、ブースト計、電圧計、時計)、回転計付きメーターパネル、フロントローバックバケットシート、F/RスタビライザーΦ26/Φ18、デュアルエキゾーストパイプ、フットレストがスーパーターボ装備アイテムである。純正アクセサリーパーツとして、白地に黒の模様が入ったシートカバーが用意されていた。

#### メインオプション
- ガラスサンルーフ (メーカーオプション)
- 13インチアルミロードホイール (シルバー切削･ホワイト)

#### ボディカラー
- ＃532ブラックメタリック
- ＃531クリスタルホワイト
- ＃TH9トワイライトブルー
- ＃FH1アクティブグリーン
- 内装はブラックを基調として内側をシルバーグレー調とした。

#### 特記
- ヘッドランプは60/55Wのイエローバルブ標準装備[31]
- リフレクター可動式フォグランプ（55W）は無色バルブ装備
- 1989年のマーチスーパーターボCM曲はケニー・ロギンスの「デンジャー・ゾーン」（CMでは別アーティストのカバー版を使用）。

## 年表
1978年初頭
日産自動車、リッターカーの開発に着手。
1979年
リッターカー開発プロジェクト「KX計画」を日産自動車の石原俊社長（当時）直轄化の元でスタート。
1981年10月30日 - 11月10日
第24回東京モーターショー（東京都中央区晴海）でFF1000cc乗用車、「NX-018」参考出品。
1981年10月29日 - 1982年1月15日
車名の募集キャンペーンを実施。
1982年3月13日
車名を「マーチ」に決定。
午後4時に東京都中央区銀座にある日産自動車本社にて、K10型マーチの新車発表記者会見が行われた。この模様は日本テレビ系列（NNN）にて放送された特別番組「輝け!新車争奪スーパークイズ」（司会：関口宏、ロイ・ジェームス）において生放送され、「小さなボディーに大きな可能性を秘めた車」「国際販売戦略車種」との発言があった。
1982年10月22日
全国の日産系、サニー系、チェリー系の各販売会社でK10型マーチ発売。
1982年12月
欧州各国およびカナダで販売を開始。
1983年4月27日
3ドアハッチバック「コレット」仕様車追加。
1983年7月1日
日産50周年記念限定車、50スペシャルII を限定2000台で販売。
1983年9月26日
5ドアハッチバック新設定、「FT」・「FC」仕様追加、3ドアハッチバック車「G-1」仕様新設定。
AT車のトルク伝達効率を高め、最終減速比をハイギヤード化したことで、動力性能と燃料経済性の向上をはかった。
1984年2月21日
5ドアハッチバック車に「FV」仕様車追加。
1985年2月18日
マイナーチェンジ。車体の一部変更。「ターボ」を追加。コレットの4MT車にスロープストッパーを採用、これはMT車でも登坂路の坂道発進を容易にする補助装置として、従来のブレーキシステムにプレッシャーホールドバルブを追加したもの。MA10Sでは三元触媒に統一。3ドアハッチバック車ではコレット仕様パワーステアリング車を新設定し、G仕様5MT車・S仕様が廃止され、5ドアハッチバック車では、FV仕様4MT車・FT仕様5MT車が廃止された。外装では、ターボ車ではカラード横桟グリル、Eを除く車種は斜線グリル（E仕様は従来どおり）に、サイドターンシグナルランプをヘッドランプ横からフロントフェンダーに、クリアランスランプをフロントターンシグナルランプ横からヘッドランプ横に移設。バンパーを大型化・リヤバンパーに後退灯を組み込み、ドアミラーおよびバックドアのデザインを変更。内装ではグローブボックスをリッド付きに、一部車種で防眩式ルームミラー採用等の変更を行った。
1986年2月末
生産累計50万台突破。
1986年3月26日
特別限定車「ターボ・ホワイトセレクト」仕様車を1500台限定で発売。
1986年9月17日
「PUMPS!」（パンプス）仕様車を追加。
全車にフロント合わせガラス、後席センターシートベルトを採用、駐車灯を廃止し、最新の保安基準に適合。
1987年1月13日
パイクカー第一弾「Be-1」発売。ただし、キャンバストップは3月発売。
1987年8月20日
「キャンバストップ」仕様車の追加。G-1仕様車の廃止。全車に、パワーステアリングをメーカーオプションで拡大設定（L仕様5MT車を除く）。車体色に新色を大量に採用、バックドアの「NISSAN MARCH」ラベルを左側に、グレード名を右側に変更し色・字体を統一。内装はトリム・シート生地の変更（ターボ仕様車を含む）および一部車種でステアリングホイールのデザインを変更 。MA10ETエンジンは、空燃費比最適制御によりEGR装置を廃止。
1988年1月20日
特別仕様車「i.Z」発売。
1988年4月
特別仕様車「ディノス バージョン」発売。
1988年7月
5ドアハッチバック車最廉価グレード「FC」をベースにマニュアルエアコンとエンジン回転数感応油圧式パワーステアリングを特別装備した特別仕様車「5ドアi.Z」を一部地域にて試験発売。
1988年8月22日
モータースポーツ活動の対応車種、「R」発売。
1988年12月22日
生産累計100万台突破。
1989年1月13日
パイクカー第2弾、「パオ」発売。
1989年1月17日
2度目のマイナーチェンジ。フロントグリル、ヘッドランプ、バンパーのデザインを変更し、。ステアリングホイールの形状を変更し、3ドア車はローバックシートを採用。
これに伴い、一部地域にて試験販売されていた5ドアハッチバック車「i.Z」仕様がカタロググレードに昇格。「スーパーターボ」発売。
L型5速専用エンジンの廃止。車体の一部変更。Eを除く全車にテンションレスELR付シートベルトを採用。AT車にはシフトロックシステムを採用。ラジオの電子チューナー化、5ドアFV車にパワーウインドーを採用、コレット・パンプス仕様車にスロープストッパーを標準採用し、5ドアFT仕様車とともにMTを5速に変更。3ドアのEにも3速ATを設定。メーカーオプションとして脱着式ガラスサンルーフの設定をパンプス・コレット・ターボ・スーパーターボに、電動キャンバストップの設定をパンプス・コレット・ターボに、デュアルエキゾーストパイプをRに加え、ターボ・スーパーターボにそれぞれ採用。「L」・「G」・「キャンバストップ」・「FC」仕様車の廃止。
1990年1月9日
i.Z仕様車・ターボ仕様車一部変更。
1991年1月18日
3/5ドアハッチバック車「i.z-f」仕様車発売。併せて全車に、アサシオファッションキーを採用した。
1991年2月14日
パイクカー第3弾、「フィガロ」発売。
1991年12月
生産終了。以後は在庫対応分の販売のみとなる。
1992年1月
フルモデルチェンジで3/5ドアK11型マーチへ移行によりK10型販売終了。

### モータースポーツ

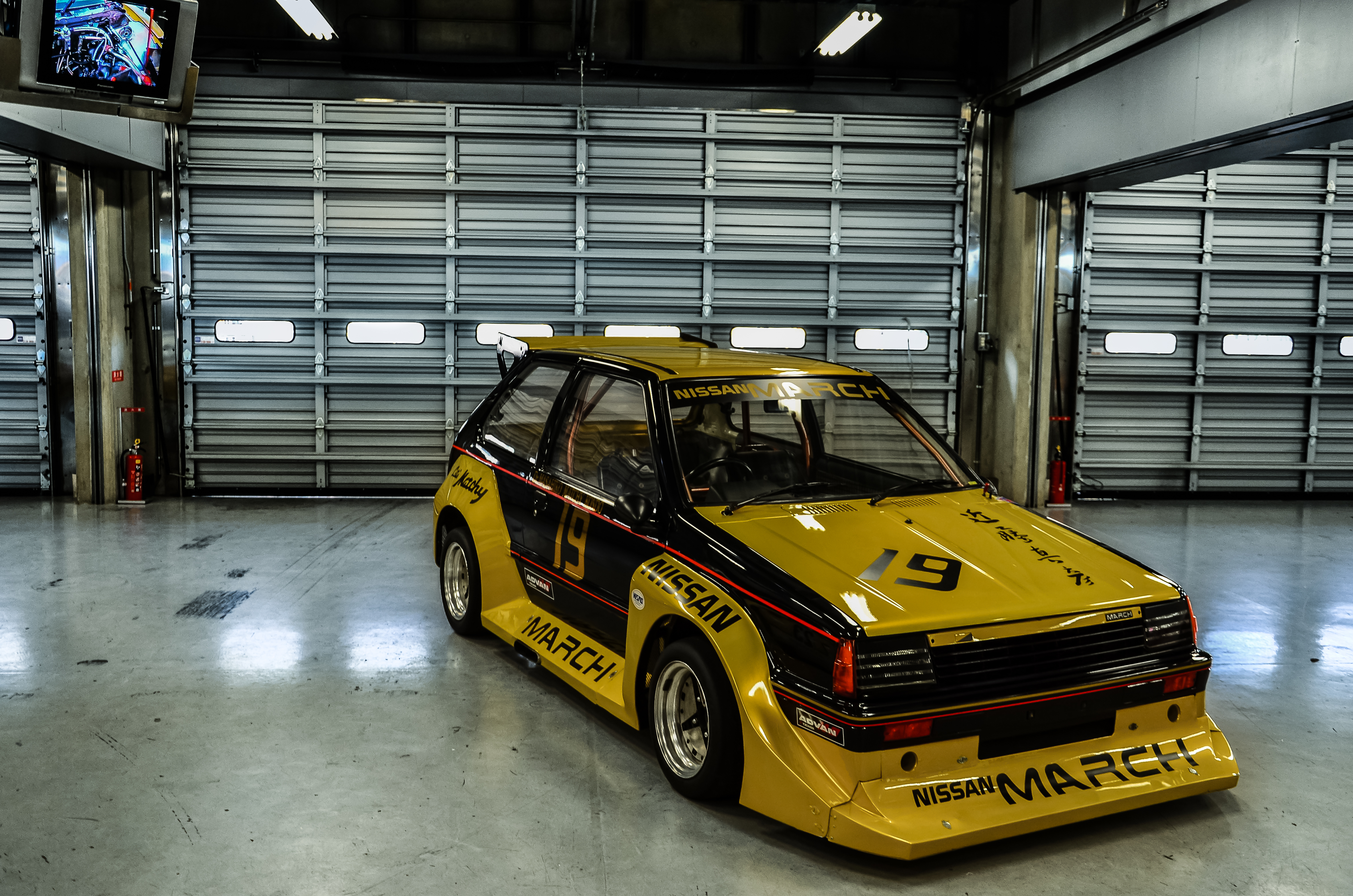
マーチスーパーシルエット

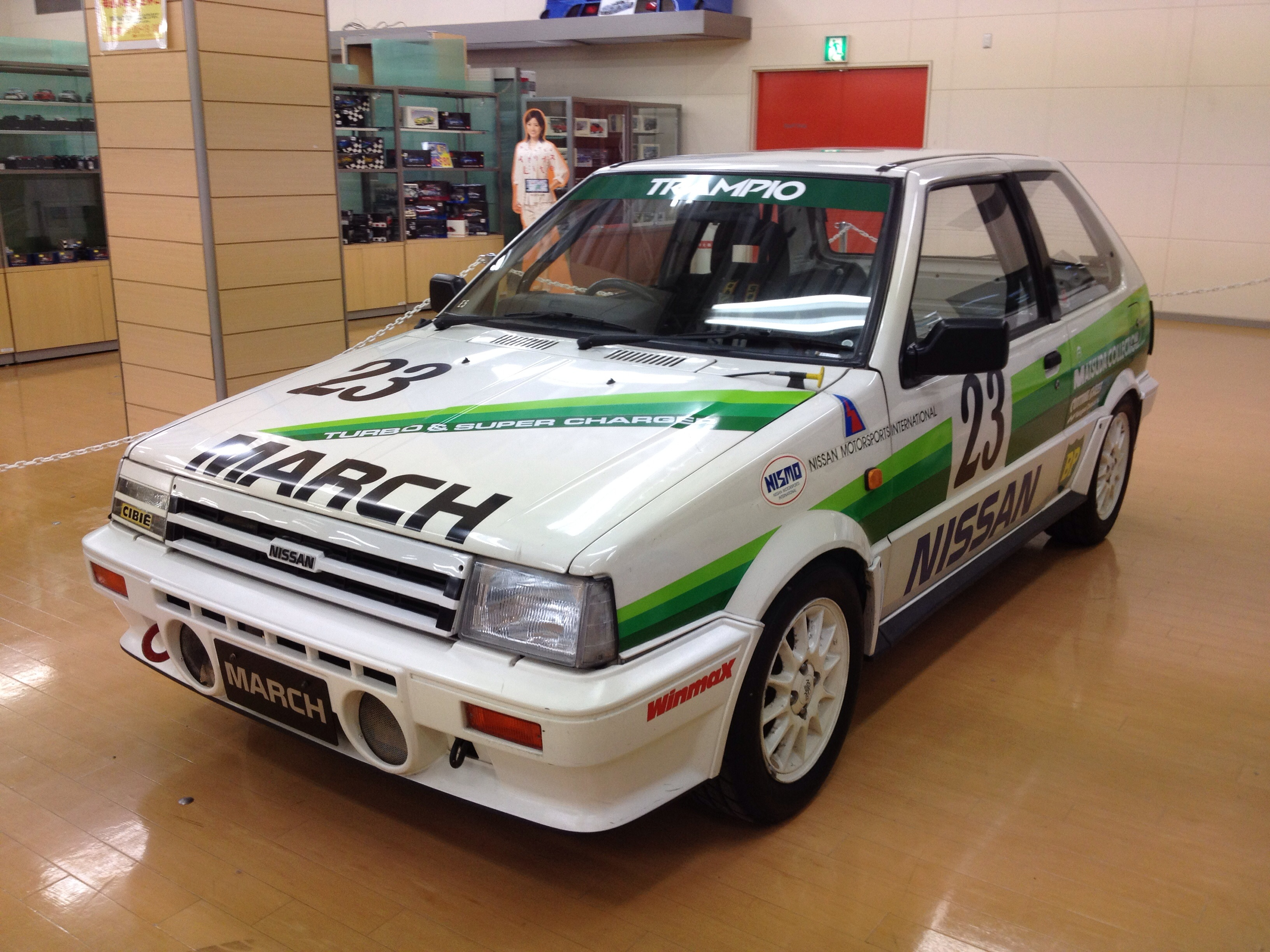
マーチターボ
リトルダイナマイトカップ仕様

1983年10月
第25回東京モーターショーにCMで使用したマーチスーパーシルエット（Gr.5）レース仕様を出品。車両はイメージタレントの近藤真彦の為に製作された。なおエンジンはチューンナップされたE15型（1500cc・最高出力160ps）に換装。競技には使用されず、プロモーション（PR）モデルであった。
1984年
日産伝統の入門レースカテゴリー、K10型マーチでのワンメークレース「マーチカップ」開催。
1986年
全日本ラリー選手権Aクラスに参戦しドライバーズチャンピオンを獲得。
1987年
WRC第4戦、第35回サファリラリーにてNRS（ニッサンラリーサービス）がマーチターボ三台体制で参戦。
1987年
草の根モータースポーツ振興のためのワンメイクレース「マーチ・リトルダイナマイトカップ」が始まった。車は参戦者へレンタルマシンで提供される。NISMO製作で、エンジンは全回転域での過給コントロールのため、低域をスーパーチャージャーに、高域をターボチャージャーに受け持たせた画期的な仕様で、排気量987ccにして110psを発生。これを開発ベースとし、後にMA09ERTエンジン（930cc）のマーチRやマーチスーパーターボが市販されるようになった。
1987年6月26日
同月29日にかけて、WRC第7戦オリンパスラリー（アメリカ）にてマーチターボ中村善治/村瀬晴信組で参戦。16位完走。
1987年
全日本ラリー選手権Aクラスに参戦しドライバーズチャンピオンを獲得。
1988年4月4日
WRC第36回サファリラリーでマーチターボ、J.ヒザー・ヘイズ/A.Levian組が総合10位A3クラス優勝。
1988年8月7日
全日本ラリー選手権第5戦のAクラスに参戦し1位、2位を獲得。
1989年
WRC第2戦、モンテカルロラリーでマーチターボ参戦、ドライバーはP.エクルンド
WRC第4戦、サファリラリーでマーチターボ、L.モーガン/L.マローテ組が女性コンビながら、総合12位、クラス優勝。
WRC第13戦、RACラリーでマーチターボ、P.エクルンド/D.ウィトッグ組で参戦、総合21位、クラス3位。
WRC第6戦、アクロポリスラリー、マーチスーパーターボ、P.エクルンド/B.セデルベルグ組が総合10位、クラス優勝。
MA09ERT搭載のEK10FR型マーチRが全日本ラリー選手権シリーズ優勝（Bクラス: 1001 cc 以上 1600 cc 未満クラス）。
WRC第7戦、ラリー・オブ・ニュージーランドでマーチスーパーターボ、P.デビット/W.ジョーンズ組、グループ.N、総合3位、クラス2位獲得。
1991年
電子制御システムを採用したエンジンを搭載するレーシングフォーミュラー車「ザウルスジュニア」登場。ザウルスJrカップ発足。
1993年8月
WRC第9戦、1000湖ラリー(フィンランド)、日本から唯一のプライベート参戦となった伊藤 博/加藤 禎司 組がマーチスーパーターボ(Aクラス、№100)にて最後尾ながら総合61位で完走を果たしている。